# ぼくのロボット
「ぼくのロボット」は、藤子・F・不二雄 （発表時は藤子不二雄 名義）の読み切り漫画作品。『こどもの光』1970年1月号に掲載された。

## あらすじ
主人公はおもちゃのロボットが欲しかったが、100円足りずに歯痒い思いをしていた。お年玉はすでに底をつき、どこかに100円が落ちていないか探していると、ふしぎなロボットと遭遇する。

## 登場人物
主人公
名前は不明。男の子。100円を探している途中でロボットを遭遇し、付きまとわれる。最初は気味悪がっていたが次第に愛着を示す。
ロボット
デフォルメしたタコのようなデザインの小さなロボット。感情を持っており、飛行能力や念力を使え、プロジェクターを内蔵するなど高性能。
眼鏡の男の子
スネ夫を連想させる高慢な性格の男の子。おもちゃのロボットを購入するが、飽きたという理由で壊そうとする。
おもちゃのロボット
店先に飾られているおもちゃの一つ。目を光らせて歩き、腕を振り上げたり鳴いたりする(鳴き声は「ウガーァ」)。同じ作者の作品「鉄人をひろったよ」に登場するロボットとデザインが酷似している。
ケチ三
主人公のおじさん。その名の通りケチな性格で、お年玉を催促しようとすると上手くはぐらかされてしまう。